# میثم احمدی
میثم احمدی (زادهٔ ۲۸ آبان ۱۳۷۱ – درگذشتهٔ ۳۰ آبان ۱۳۹۸ در کرج) یکی از کشته‌شدگان اعتراضات آبان ۱۳۹۸ ایران بود.

## زندگی
میثم احمدی در ۲۸ آبان سال ۱۳۷۱ متولد شد. او در یک مغازهٔ مکانیکی اتومبیل مشغول به کار بود.

## کشته شدن
سمیه شیردل، نامزد میثم احمدی در این مورد گفت: میثم روز ۲۵ آبان زمانی که از محل کارش به خانه برمی‌گشته‌است، در منظریهٔ کرج از ناحیهٔ شکم هدف گلوله نیروهای امنیتی هدف قرار می‌گیرد. او را به بیمارستان مدنی منتقل می‌کنند. سمیه شیردل اضافه می‌کند: «درست در روزهای طلایی پس از نامزدی و در حالی که قرار ازدواج را برای ۲۶ دی گذاشته بودیم و منتظر خبرهای خوب بودیم، بدترین خبر ممکن رسید و میثم از دست رفت.» او ۳ روز پیش از زادروزش هدف گلوله قرار گرفت.
میثم احمدی روز ۳۰ آبان سال ۱۳۹۸ به علت شدت جراحات در بیمارستان مدنی کرج درگذشت. پیکر او روز ۳ آذر ۱۳۹۸ در قطعهٔ ۲۶ قبرستان بی‌بی‌سکینه کرج به خاک سپرده شد.

## حواشی
برخی از خانواده‌های جان‌باختگان اعتراضات به نتیجه انتخابات دهم ریاست‌جمهوری ایران به دیدار هم می‌روند و قصد دارند مانند «مادران خاوران»، «مادران پارک لاله» و «مادران صلح»، هسته‌ای از مادران دوباره داغدار را تشکیل دهند. سمیه شیردل، نامزد میثم احمدی نیز به دیدار خانوادهٔ پویا بختیاری رفته‌است.